# Sassierges-Saint-Germain
Sassierges-Saint-Germain és un municipi francès, situat al departament de l'Indre i a la regió de Centre – Vall del Loira. L'any 2007 tenia 457 habitants.

## Demografia

### Població
El 2007 la població de fet de Sassierges-Saint-Germain era de 457 persones. Hi havia 176 famílies, de les quals 36 eren unipersonals (20 homes vivint sols i 16 dones vivint soles), 64 parelles sense fills, 60 parelles amb fills i 16 famílies monoparentals amb fills.
La població ha evolucionat segons el següent gràfic:
Habitants censats

### Habitatges
El 2007 hi havia 197 habitatges, 177 eren l'habitatge principal de la família, 7 eren segones residències i 14 estaven desocupats. 195 eren cases i 2 eren apartaments. Dels 177 habitatges principals, 154 estaven ocupats pels seus propietaris, 20 estaven llogats i ocupats pels llogaters i 3 estaven cedits a títol gratuït; 4 tenien dues cambres, 27 en tenien tres, 50 en tenien quatre i 95 en tenien cinc o més. 141 habitatges disposaven pel capbaix d'una plaça de pàrquing. A 60 habitatges hi havia un automòbil i a 107 n'hi havia dos o més.

### Piràmide de població
La piràmide de població per edats i sexe el 2009 era:
| Homes | Edats   | Dones |
| ----- | ------- | ----- |
| 0     | 95 o +  | 0     |
| 3     | 90 a 94 | 0     |
| 2     | 85 a 89 | 4     |
| 1     | 80 a 84 | 2     |
| 2     | 75 a 79 | 5     |
| 9     | 70 a 74 | 14    |
| 9     | 65 a 69 | 8     |
| 11    | 60 a 64 | 7     |
| 12    | 55 a 59 | 11    |
| 16    | 50 a 54 | 16    |
| 16    | 45 a 49 | 21    |
| 14    | 40 a 44 | 11    |
| 24    | 35 a 39 | 16    |
| 15    | 30 a 34 | 13    |
| 12    | 25 a 29 | 17    |
| 6     | 20 a 24 | 6     |
| 14    | 15 a 19 | 14    |
| 16    | 10 a 14 | 11    |
| 8     | 5 a 9   | 15    |
| 14    | 0 a 4   | 12    |

## Economia
El 2007 la població en edat de treballar era de 304 persones, 236 eren actives i 68 eren inactives. De les 236 persones actives 221 estaven ocupades (119 homes i 102 dones) i 15 estaven aturades (8 homes i 7 dones). De les 68 persones inactives 36 estaven jubilades, 18 estaven estudiant i 14 estaven classificades com a «altres inactius».

### Ingressos
El 2009 a Sassierges-Saint-Germain hi havia 175 unitats fiscals que integraven 455,5 persones, la mediana anual d'ingressos fiscals per persona era de 18.294 €.

### Activitats econòmiques
Dels 10 establiments que hi havia el 2007, 1 era d'una empresa de construcció, 4 d'empreses de comerç i reparació d'automòbils, 1 d'una empresa de transport, 1 d'una empresa d'hostatgeria i restauració, 1 d'una empresa de serveis, 1 d'una entitat de l'administració pública i 1 d'una empresa classificada com a «altres activitats de serveis».
Dels 2 establiments de servei als particulars que hi havia el 2009, 1 era un paleta i 1 restaurant.
L'any 2000 a Sassierges-Saint-Germain hi havia 23 explotacions agrícoles.

## Equipaments sanitaris i escolars
El 2009 hi havia una escola elemental integrada dins d'un grup escolar amb les comunes properes formant una escola dispersa.

## Poblacions més properes
El següent diagrama mostra les poblacions més properes.